# Ginolfs

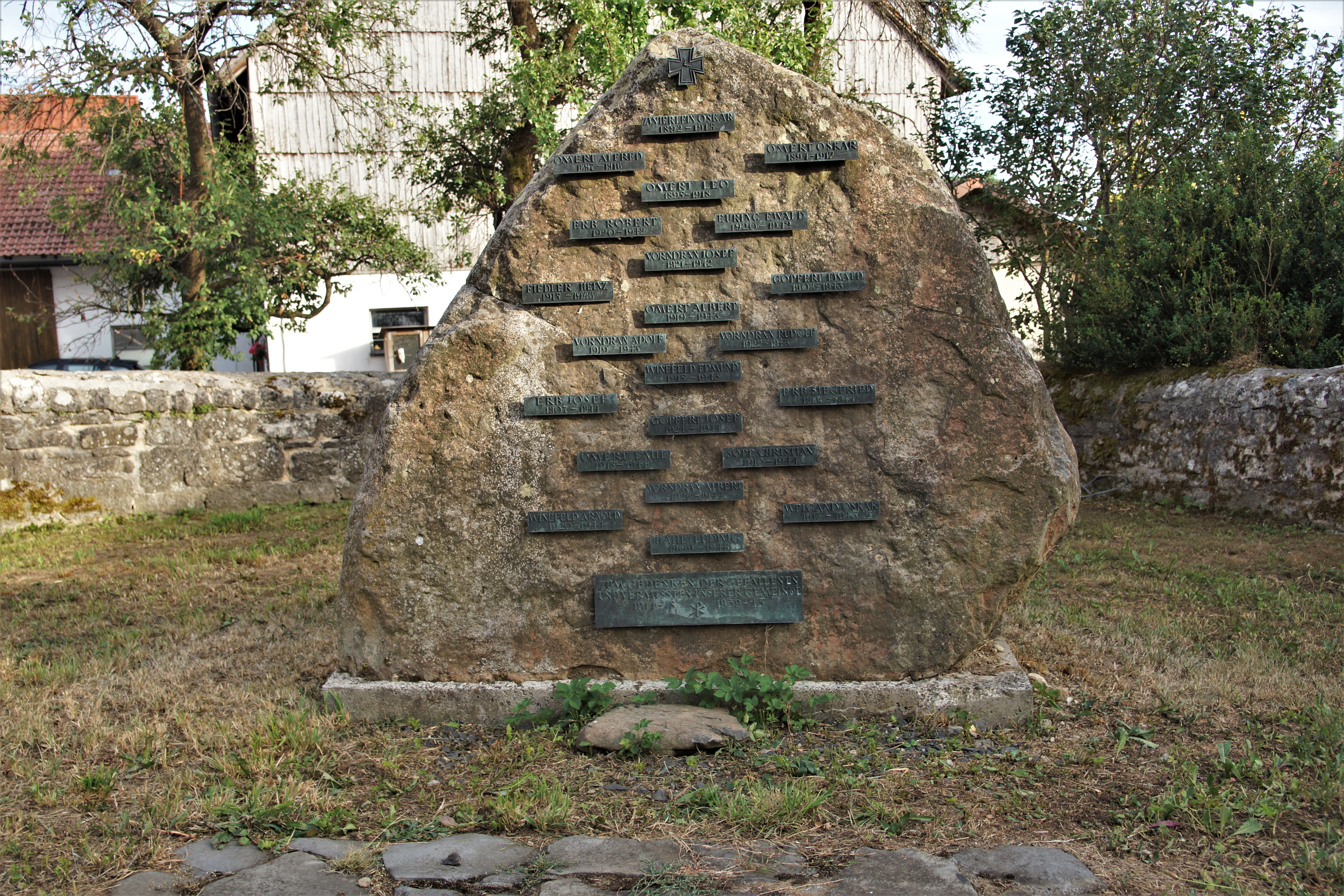
Kriegerdenkmal in Ginolfs

Ginolfs ist ein Gemeindeteil des Marktes Oberelsbach im unterfränkischen Landkreis Rhön-Grabfeld in Bayern.

## Geographische Lage
Das Kirchdorf liegt am Fuß des 591 m hohen Hüppberges, 3 km westlich von Oberelsbach. Die Sonder, ein Zufluss der Els, fließt hindurch. Am Westrand des Ortes verläuft die Kreisstraße NES 13, die südwärts nach Weisbach führt.

## Geschichte
Die erste bekannte urkundliche Erwähnung von Gindolf stammt aus dem Jahr 1272. Die Hintergründe der Entstehung des Ortes sind unsicher, ebenso wie die Herkunft des Ortsnamens, er stammt mit einer gewissen Wahrscheinlichkeit vom heiligen Gandolf ab.
Im Jahr 1605 entstand unter dem Würzburger Fürstbischof Julius Echter von Mespelbrunn die örtliche St.-Ottilia-Kirche.
Der ländlich geprägte Ort wurde durch die Erhaltung des schwarzköpfigen Rhönschafes bekannt.
Am 1. Januar 1972 wurde Ginolfs im Rahmen der Gebietsreform in Bayern ein Gemeindeteil von Oberelsbach.

## Veranstaltungen

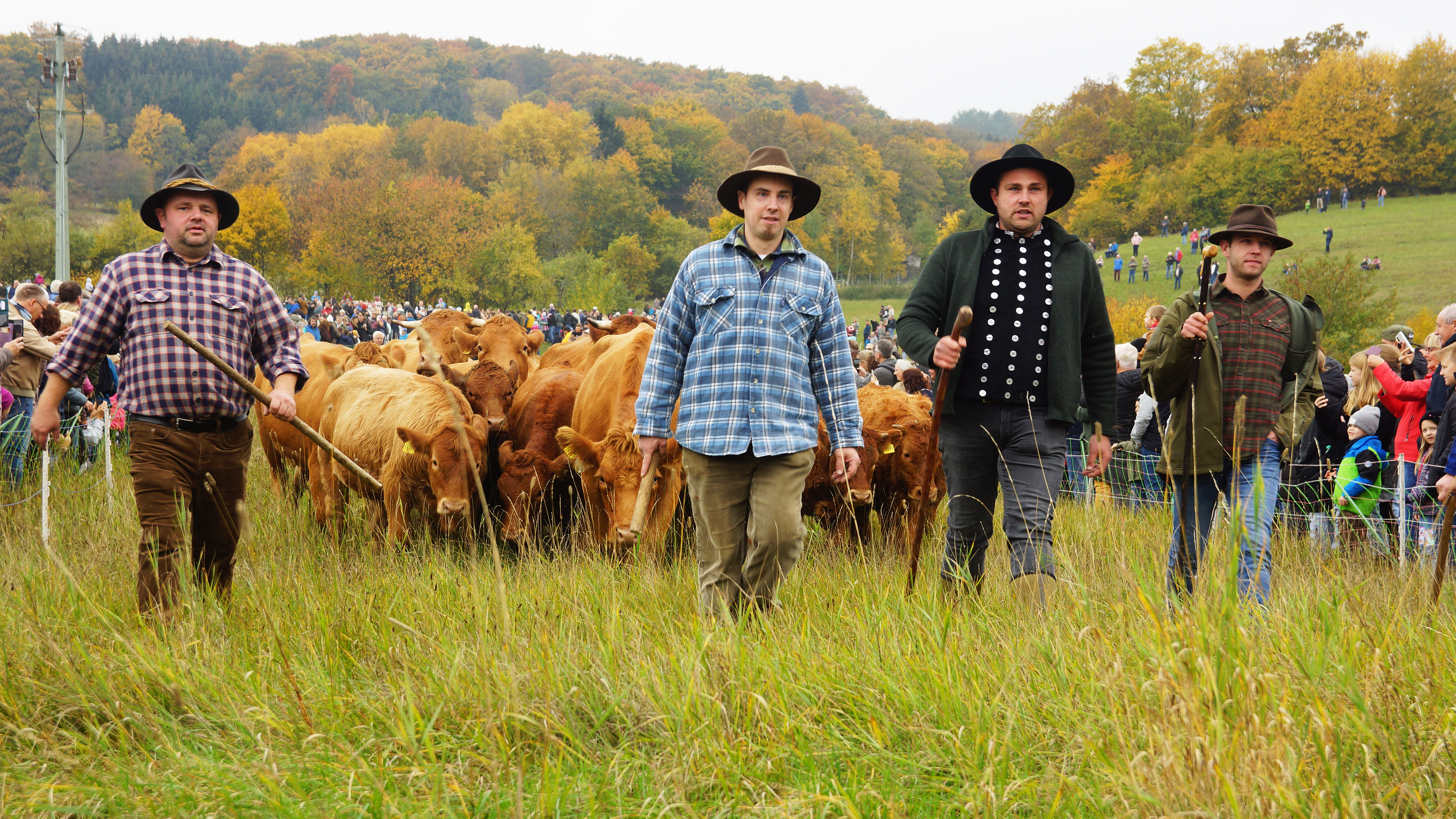
Weideabtrieb Ginolfs

Seit 2008 feiert die Dorfgemeinschaft den Weideabtrieb. Initiiert wurde die Veranstaltung im Rahmen eines geförderten Beweidungsprojekts durch Naturschutzbehörden. 2024 wurden 40 Rinder der Rasse Gelbes Frankenvieh, rund 1500 Rhönschafe, ungefähr 100 Ziegen verschiedener Rassen und ein Dutzend Alpakas vor 4000 Zuschauern auf die Festwiese am Ortsrand geleitet.